# Liubivka, Onufriivka
Liubivka (în ucraineană Любівка) este un sat în comuna Popivka din raionul Onufriivka, regiunea Kirovohrad, Ucraina.

## Demografie
Componența lingvistică a localității Liubivka
     Ucraineană (97,83%)
     Rusă (2,17%)
Conform recensământului din 2001, majoritatea populației localității Liubivka era vorbitoare de ucraineană (97,83%), existând în minoritate și vorbitori de rusă (2,17%).